# Lijst van staatsministers van Saksen-Weimar-Eisenach

Vlag van Saksen-Weimar-Eisenach

Dit is een lijst van staatsministers van de voormalige Duitse deelstaat Saksen-Weimar-Eisenach.
| Afbeelding                              | persoon                                                                     | periode                            | partij                           |
| Hertogdom Saksen-Weimar-Eisenach        | Hertogdom Saksen-Weimar-Eisenach                                            | Hertogdom Saksen-Weimar-Eisenach   | Hertogdom Saksen-Weimar-Eisenach |
| Eerste Minister Erste Minister          | Eerste Minister Erste Minister                                              | Eerste Minister Erste Minister     | Eerste Minister Erste Minister   |
| --------------------------------------- | --------------------------------------------------------------------------- | ---------------------------------- | -------------------------------- |
| Christian Gottlob von Voigt             | Christian Gottlob von Voigt                                                 | 20 september 1809 - 21 april 1815  |                                  |
| Groothertogdom Saksen-Weimar-Eisenach   |                                                                             |                                    |                                  |
| Staatsministers Staatsminister          |                                                                             |                                    |                                  |
| Christian Gottlob von Voigt             | Christian Gottlob von Voigt                                                 | 21 april 1815 - 22 april 1819      |                                  |
|                                         | Karl Wilhelm Freiherr von Fritsch                                           | 22 maart 1819 - september 1843     |                                  |
|                                         | Christian Bernhard von Watzdorf                                             | september 1843 - 15 september 1870 |                                  |
| Ernst Christian Freiherr von Gersdorff  | Ernst Christian Freiherr von Gersdorff                                      | 22 maart 1819 - 13 maart 1848      |                                  |
|                                         | Oskar von Wydenbrugk                                                        | 14 maart 1848 - 30 september 1848  |                                  |
|                                         | Gustav Thon                                                                 | 1871 - 12 december 1882            |                                  |
|                                         | Gottfried Theodor Stichling                                                 | 1882 - 1890                        |                                  |
|                                         | Rudolph Gabriel Freiherr von Gross                                          | 1890 - 1899                        |                                  |
|                                         | Karl Friedrich Otto Rothe                                                   | 1 juni 1899 - 8 november 1918      |                                  |
| Vrijstaat Saksen-Weimar-Eisench         |                                                                             |                                    |                                  |
| Staatscommissaris Staatskommissar       |                                                                             |                                    |                                  |
|                                         | August Baudert (tot 23/12/1918 voorzitter van de Arbeiders en Soldatenraad) | 8 november 1918 - 20 mei 1919      | SPD                              |
| Vrije Volksstaat Saksen-Weimar-Eisenach |                                                                             |                                    |                                  |
| Staatsminister                          |                                                                             |                                    |                                  |
|                                         | Arnold Rudolf Paulsse                                                       | 20 mei 1919 - 1 mei 1920           | DDP                              |

## Voetnoten
1. ↑  De Vrije Volksstaat Saksen-Weimar-Eisenach op in Thüringen